# Euthyroides episcopalis
Euthyroides episcopalis är en mossdjursart som först beskrevs av Busk 1852.  Euthyroides episcopalis ingår i släktet Euthyroides och familjen Euthyroididae. Inga underarter finns listade i Catalogue of Life.